# Plato
Plato (Oudgrieks: Πλάτων, Plátōn; Athene, ca. 427 v.Chr. – aldaar, 347 v.Chr.) was een Grieks filosoof en schrijver. Plato was een leerling van Socrates en leraar van Aristoteles. Hij werd een van de invloedrijke denkers in de westerse filosofie en was de stichter van de Atheense Akademeia, het eerste instituut voor hoger onderwijs in het Westen. Hij schreef dialogen over diverse onderwerpen en werd met zijn Ideeënleer de aartsvader van het metafysisch realisme, waarin de zichtbare werkelijkheid bestaat uit onvolmaakte afspiegelingen van universalia die bestaan in een bovenwereld. Het blijft de vraag in hoeverre Plato's eigen opvattingen bekend zijn, aangezien hij nergens uit eigen naam spreekt, vaak vragen opwerpt zonder deze te beantwoorden en niet altijd consistent is.

## Leven

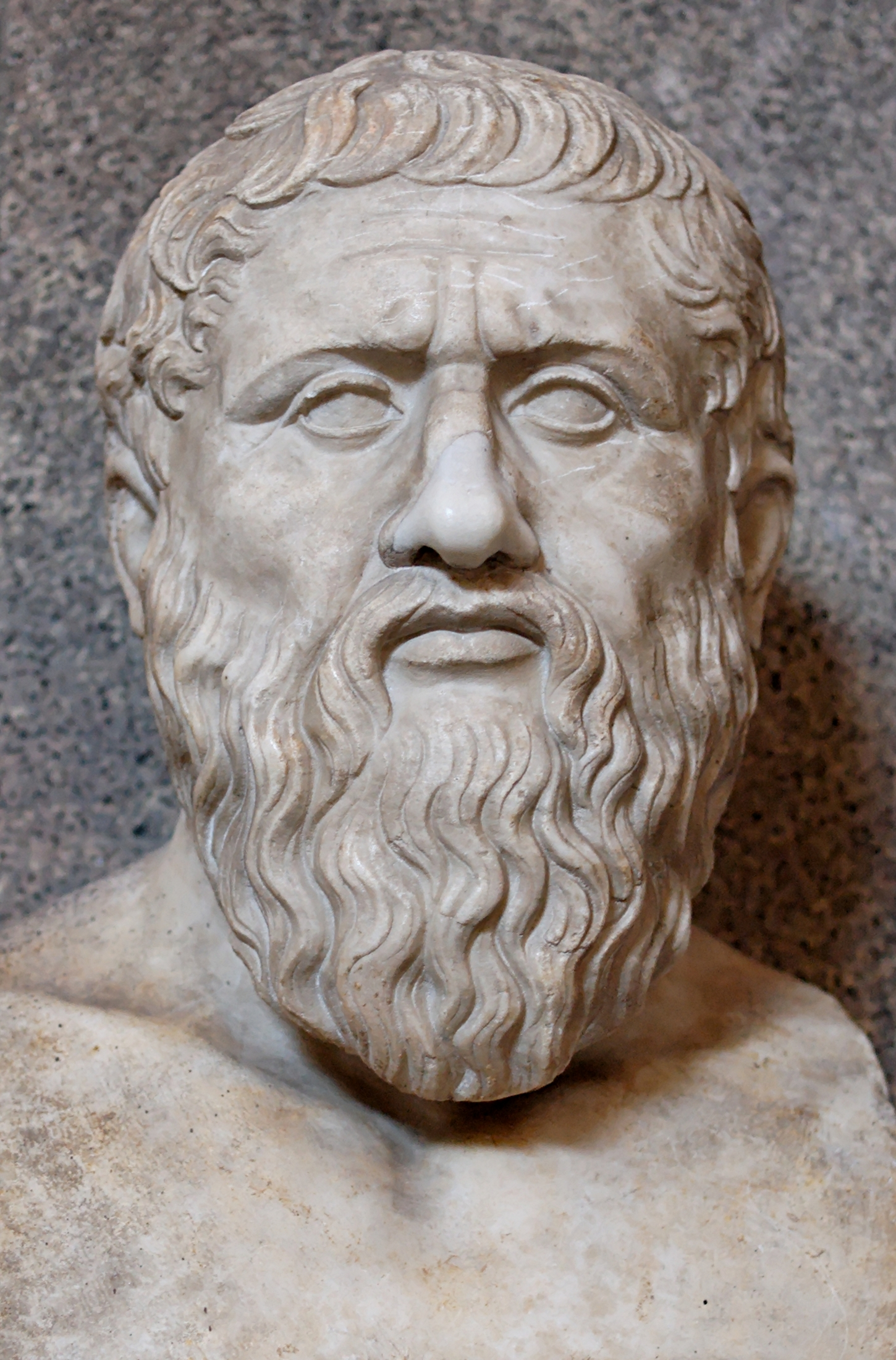
Plato

Plato, zoon van Ariston en Perictione, was afkomstig uit een van de meest vooraanstaande Atheense families. Twee van zijn familieleden van moederszijde, zijn achteroom Critias en zijn oom Charmides, maakten deel uit van de Dertig Tirannen. Zelf was Plato ook voorbestemd om een rol in de Atheense politiek te gaan spelen, maar als gevolg van deze politieke omwentelingen, en ook als gevolg van zijn ontmoeting met Socrates, toen hij rond de twintig was, is dit niet gebeurd. Omdat Socrates nooit iets heeft geschreven, en Plato nooit over eigen wederwaardigheden sprak, is niets concreets bekend over deze ontmoeting, maar alles wijst erop dat deze voor Plato van grote betekenis is geweest. Rechtvaardiging van Socrates' optreden is ongetwijfeld de belangrijkste reden waarom Socrates in veel van Plato's dialogen de meest prominente spreker is.
Op latere leeftijd maakte Plato reizen. Rond 387 v.Chr. ging hij naar Zuid-Italië waar hij in contact kwam met pythagoreïsche filosofen, onder wie Archytas. Ruim twintig jaar later (na 367 v.Chr.) ging hij twee keer naar Sicilië in een poging Dionysios II te overtuigen dat hij zijn politiek op platonische leest moest schoeien. Dit werd een fiasco, maar het is wel een indicatie dat concrete politiek voor Plato belangrijk was.
Jarenlang gingen oudheidkundigen ervan uit, dat Plato tijdens zijn verblijf op Syracuse tot slaaf werd gemaakt. De leesbaar gemaakte boekrol van Philodemus van Gadara heeft aan het licht gebracht, dat die slavernij veel eerder heeft plaatsgevonden, bijvoorbeeld na een Spartaanse aanval op Athene. Daarna zou de wijsgeer weer zijn vrijgekocht. Ook wordt zijn exacte grafplaats aangeduid, namelijk in een speciaal aangelegde tuin bij de Academie.

## Academie
Van blijvende invloed was zijn stichting van de academie. Van het dagelijks reilen en zeilen is weinig bekend, maar men neemt aan dat hier onderzoek gedaan werd, en dat onder andere de geschriften van Plato bediscussieerd werden. Ook werden leden van de academie op verzoek naar buitenlandse hoven gestuurd als politiek adviseurs. De academie heeft door de eeuwen heen de nagedachtenis aan Plato in ere gehouden, maar is diverse malen van filosofische oriëntatie veranderd. Na zijn dood werd Plato aan de academie opgevolgd door zijn neef Speusippos. In 529 n.Chr. verbood de Byzantijnse keizer Justinianus I het verspreiden van heidense denkbeelden, waarmee een einde kwam aan de academie van Plato. Een aantal filosofen vertrok daarop naar de Academie van Gondesjapoer, het intellectuele centrum van het Sassanidische rijk dat toen geregeerd werd door Khusro I (501–579), een liefhebber van zowel westerse als oosterse filosofie. Na de islamitische verovering van Perzië (636–654) vond de Griekse filosofie zijn weg naar de islamitische wereld.

## Literaire stijl
Plato was een begenadigd stilist en zijn werk vormt een van de onbetwiste hoogtepunten uit de wereldliteratuur. Hoewel hij zich in zijn teksten herhaaldelijk sceptisch uitliet over de waarde van het geschreven woord, zijn zijn dialogen in sierlijke en verzorgde taal geschreven. Plato sprak nooit in eigen naam, maar liet altijd andere personen optreden in geënsceneerde dialogen. Men mag aannemen dat de hierbij door Socrates verwoorde standpunten gedeeltelijk overeenkomen met die van Plato zelf. De overige personages wisselen, maar vaak zijn dit bestaande personen, figuren die bekend waren in het Athene van zijn tijd.
Plato onderscheidde zich van vroegere denkers door het schrijven van dialogen, waarin mensen met elkaar van gedachten wisselen naar aanleiding van een concrete situatie. Die dialogen zijn vaak vernoemd naar een van deze gesprekspartners. Plato verkoos de dialoogvorm om de levendigheid van zijn werk te verhogen, maar ook om een echt filosofisch gesprek na te bootsen, waarin verschillende standpunten aan bod komen. De keerzijde van deze aanpak is dat Plato's eigen inzichten meestal niet ondubbelzinnig te bepalen zijn.
Kenmerkend voor zijn werken is de methode van de dialectiek, als een soort voorloper van de logica. Ook komen in zijn werken drogredenen aan bod, argumentaties die niet kloppen, maar wel aannemelijk lijken. Veelal zijn het de sofisten die zich daarvan bedienen in discussies met Socrates, die zich telkens opwerpt als een pleitbezorger van scherpzinnig en zindelijk redeneren en van bezinning op de betekenis en afbakening van de gehanteerde begrippen. De oudst bekende tekst over het onderwerp drogreden is Plato's dialoog Euthydemus. Daarin passeert een reeks onbenoemde drogredenen de revue, die in het werk De sophisticis elenchis van zijn leerling Aristoteles voor het eerst zouden worden benoemd en ontleed.

## Werk
Plato's werk is ontstaan gedurende een periode van ongeveer 50 jaar. Door middel van analyse van Plato's woordgebruik en stijl en interne en externe verwijzingen in zijn werk zijn classici erin geslaagd een indeling te maken van zijn werk in een vroege, midden en late periode, waarmee ook een ontwikkeling in zijn denken is blootgelegd.
Plato's oeuvre vertoont een verbluffende diversiteit aan onderwerpen, gepaard gaand met een even grote diversiteit aan stijl, methode, sfeer en toon. Zijn schrijverschap uit zich niet alleen in karakteriseringen van personages, maar ook in het gebruik van mythen, imitaties van tijdgenoten en sfeerbeschrijvingen, variërend van de uitgelatenheid in het Symposium tot de sereniteit en gerichtheid op de dood in de beschrijving van Socrates' sterfdag in de Phaedo. De onderwerpen variëren van de 'dialectiek' in het droge tweede deel van de Parmenides tot de pythagoreïserende beschrijving van de structuur van onze kosmos in de Timaeus, van de discussie over het menselijk kenproces in de Theaetetus tot de gedetailleerde beschrijving van een staatsinrichting in de Wetten (Nomoi), van de liefde (Symposium) tot de retorica in de Gorgias en de etymologie in de Cratylus, en passant noterend in de Phaedrus dat het geschreven woord maar behelpen is, en dat alleen een levend gesprek tussen mensen het overslaan van de filosofische vonk mogelijk maakt.

### Vroege periode
In de dialogen uit deze periode is, naar men aanneemt, de schildering van Socrates' optreden het meest overeenkomstig de historische werkelijkheid. De onderwerpen zijn veelal van ethische aard.
Socrates gaat hier samen met enkele anderen op zoek naar definities van bepaalde algemene begrippen, meestal mensen die geacht worden kundig te zijn op het gebied van dat algemene begrip. Telkenmale brengt Socrates deze personen in verlegenheid, omdat ze geen consistente antwoorden op zijn vragen kunnen geven. Meestal luidt Socrates' formulering ongeveer: Wat is X? Waarop dan als antwoord vaak opsommingen van voorbeelden van X volgen, in plaats van een echte definitie. De pogingen tot definitie die daarna gedaan worden, blijken dan steeds weerlegd te kunnen worden door Socrates' vraagtechniek, die ondanks zijn kritiek op de sofisten regelmatig van sofistische aard is.
Voorbeelden zijn de Laches (wat is moed?), de Lysis (wat is vriendschap?), de Eutyphro (wat is vroomheid/ religieuze plichtsbetrachting?), de Charmides (wat is bezonnenheid?), en de vraag naar het begrip 'rechtvaardigheid' in het eerste boek van de Staat (Politeia).
Het resultaat van deze dialogen is dus veelal negatief, in de zin dat de gezochte definitie niet wordt gevonden, maar de winst is, in de ogen van Socrates, dat de ondervraagde personen niet langer denken te weten hetgeen ze feitelijk niet weten. Vanuit Plato's standpunt lijkt zo'n negatieve uitkomst vooral bedoeld om de lezer zelf tot verder nadenken aan te zetten. Evident is dat het gezamenlijk zoeken naar een definitie aanzet tot filosoferen, en in die zin dus niet zinloos is.
Ook 'aporetisch' (de term voor dialogen zonder positieve uitkomst) zijn de dialogen waarin Socrates discussieert met Sofisten. Plato schildert deze 'opvoeders van de jeugd' tamelijk negatief af, om het verschil met Socrates duidelijk te laten uitkomen. Plato's verwijt aan hun adres is tweevoudig:
- Praktisch: hun pretentie om mensen beter te kunnen maken (dat wil zeggen aretè (deugd, voortreffelijkheid) te kunnen bijbrengen), daar waar ze in feite mensen alleen gewiekster en geschikter voor openbare optredens kunnen maken. In de Protagoras en de Gorgias zijn zulke discussies te vinden.
- Filosofisch: hun 'relativisme'. Daar waar Socrates, en in zijn voetspoor Plato, ervan overtuigd zijn dat er het individu overstijgende (ethische) waarden bestaan, propageerde een sofist als Protagoras met zijn bekende uitspraak De mens is de maat van alle dingen een meer subjectief waarheidsbegrip. Dit thema wordt ook nog in een later werk als de Theaetetus bediscussieerd.

### Middenperiode
Het zijn de werken uit deze periode die het bekendst zijn geworden, deels omdat onder de dialogen uit deze periode literaire evergreens te vinden zijn, deels omdat in deze periode Plato's beroemde metafysische opvattingen gestalte krijgen.
Zijn overtuiging dat er vaste ethische waarden bestaan, krijgt gestalte in de aanname dat er Ideeën (of 'Vormen') bestaan. Dit zijn onzichtbare, tijdloze, perfecte voorbeelden, waarvan de verwerkelijkingen in de wereld om ons heen slechts zwakke imitaties zijn. In concreto: wij vinden dat een bepaalde handeling rechtvaardiger is dan een andere. Waarom? Omdat de ene handeling meer de Idee 'Rechtvaardigheid' benadert dan de andere. Deze ethische Ideeën zijn dus absolute standaarden, geldig voor alle mensen.
Het wezen van de dingen, dat Socrates trachtte te vinden in de vroege dialogen middels zijn pogingen tot definities, zijn ook terug te vinden in de 'Ideeën'. Doordat zij eeuwig bestaan en eeuwig hetzelfde zijn, ziet Plato in hen de enig ware objecten van onze kennis. De zichtbare wereld om ons heen is te veranderlijk om er echte kennis van te kunnen hebben. Wellicht speelt hier invloed van Heraclitus, met wiens opvattingen Plato vertrouwd was geraakt via Cratylus. (Vergelijk Descartes' bespiegelingen over de onkenbaarheid van het blok was in de tweede van zijn zes Méditations.) Aan deze opvatting ligt waarschijnlijk een wiskundig concept ten grondslag: elk vierkant dat wij tekenen is imperfect. Maar al onze berekeningen betreffende vierkanten, zijn gebaseerd op een perfect, abstract vierkant. Dit breidt Plato uit tot niet-wiskundige voorwerpen; zo is er een Idee 'Mens', een Idee 'Paard', et cetera.
Volgens Plato is de mens in staat deze Ideeën te kennen. In de Meno geeft hij hiervoor als verklaring dat onze ziel in een eerder leven de Ideeën heeft aanschouwd, en zich deze weer herinnert (anamnese) als ze, in ons lichaam verblijvend, de flauwe afschaduwingen ervan in de voorwerpen om ons heen ziet. Dit maakt ook dat wij op een gegeven moment zekerheid kunnen hebben dat wij inderdaad iets echt kennen. (Dit in antwoord op het sofistische dilemma: je kent iets niet. Je wilt het leren kennen. Op een gegeven moment denk je het te kennen. Maar hoe kun je weten dat datgene wat je nu kent hetgeen is wat je zocht te kennen? Dat kende je immers voorheen toch niet?)
Zo zijn echte filosofen ook in staat de Idee 'Rechtvaardigheid' te kennen, en dat is de enige methode om tot een rechtvaardige samenleving te komen. In Staat of Politeia (380 v.Chr.) zag Plato de filosoof-koningen dan ook als ideale leiders van zijn ideale staat, want deze weten wat Rechtvaardigheid is, en kunnen deze dus het best realiseren in de wereld om ons heen. Wakker geschud door de onrechtvaardige terdoodveroordeling van Socrates heeft Plato geconstateerd dat er geen rechtvaardigheid heerste in Athene. Om daar iets aan te doen moest niet zozeer het juridische systeem op de schop, maar de hele maatschappij. In Staat, een dialoog die begint met het zoeken naar de definitie van 'rechtvaardigheid', wordt de 'ideale' staat beschreven. De selecte groep heersers/ filosofen krijgt een zeer gedegen training; verder zijn er wachters, 'soldaten' die de veiligheid moeten garanderen, en de rest van het volk. Het is een driedeling naar analogie met zijn opvatting van de tripartiete menselijke ziel waarmee het optimum wordt bereikt doordat ieder zijn plaats kent en behoudt, en ieder het zijne doet: het principe van Plato's idee van rechtvaardigheid. Hierover liet Plato in Staat Socrates zeggen:
Zolang ofwel wijsgeren geen koningen zijn in hun land, ofwel zij, die nu de titel van koningen of machthebbers dragen, geen echte en volwaardige wijsgeren zijn; zolang de politieke macht niet in éénzelfde persoon samenvalt met de filosofie; en zolang aan de menigvuldige naturen die nu een van beide zonder de andere nastreven, niet met geweld de weg wordt versperd - zolang ook, mijn waarde Glauco, komt er geen eind aan de kwalen die de staten, ja, naar ik meen, de gehele mensheid, teisteren.
Een mogelijkheid hiertoe deed zich voor toen Plato uitgenodigd werd door Dionysios I (ca. 430–367 v.Chr.), de tiran van Syracuse op Sicilië, op aandringen van diens belangrijkste raadgever, de filosoof Dion (ca. 410–354 v.Chr.). Dion nam uiteindelijk de macht over, maar om die te behouden, zag hij zich genoodzaakt zelf zijn toevlucht te nemen tot tirannieke methoden en werd hij al snel omgebracht.

Bekend is Karl Poppers kritiek op de (wat de overige tekstdelen betreft) 'communistisch' aandoende inrichting van Plato's staat (bv. geen privé-eigendom).
Naast deze statische indeling (de waarneembare wereld om ons heen, en een onzichtbare wereld van Ideeën, en onze ziel die een tussenpositie inneemt) beschrijft Plato in het Symposium en in de Phaedrus de dynamische component, eros geheten, een energie (of drift) die ons voortdrijft en ons kan opstuwen in de richting van de Ideeën. Maar deze eros kan ook 'slecht' worden aangewend, en ons doen verlangen naar en hechten aan de zinnelijke wereld om ons heen. Dit dualisme van Plato heeft waarschijnlijk een pythagoreïsche oorsprong (het is bekend dat Plato de Pythagoreeërs in Zuid-Italië heeft bezocht).

### Late periode

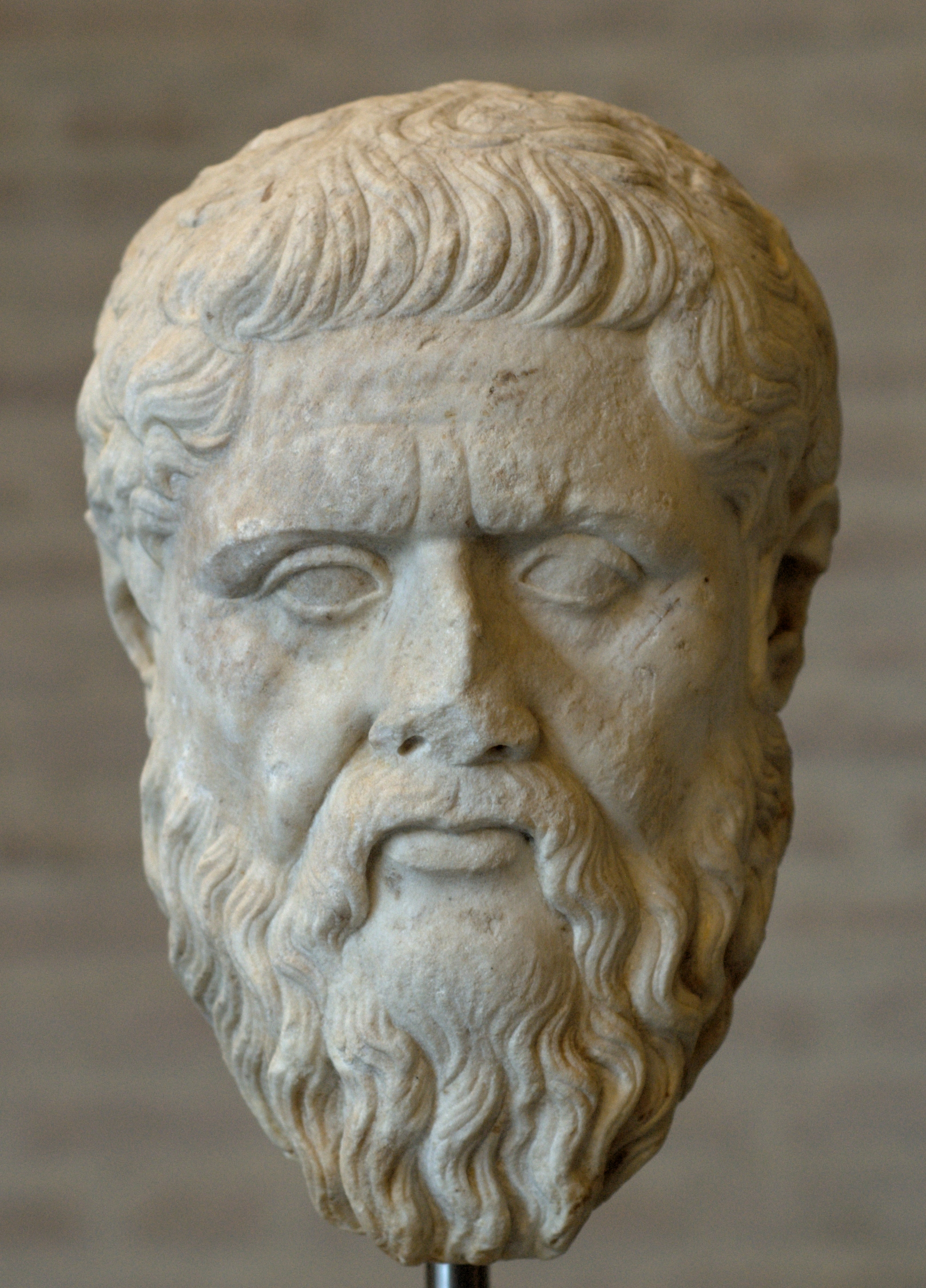
Plato

Plato's werk uit deze periode is minder verheven, idealistisch, en tegelijk ook minder 'literair' en meer 'strikt-filosofisch'. De dialogen zijn nu veel minder uitgewerkte scènes, maar tenderen meer naar vlakke tekst. Daarbij is in sommige gevallen nauwelijks nog sprake van een 'dialoog' tussen personen. Zijn 'metafysica' lijkt nu een minder prominente rol te spelen, - evenwel zonder dat hij deze verwerpt.
Zo draait de Theaetetus vooral rond de vraag: Wat is kennis?, zonder dat de anamnese of de Ideeënleer bij de beantwoording betrokken worden. Is kennis hetzelfde als waarneming? Of is kennis hetzelfde als waarneming in combinatie met een soort verantwoording?
Verder werpt hij zelf in de Parmenides kritische vragen op aangaande de consistentie van de Ideeënleer. Doordat de Ideeën ook als morele voorbeelden dienen, is het wellicht wat vreemd dat er ook een Idee van modder bestaat? Toch zou dat logisch gezien wel moeten. Een open vraag is of er ook Ideeën bestaan van gebruiksvoorwerpen (met bijvoorbeeld als consequentie dat op het moment dat de 'stoel' werd uitgevonden, de tijdeloze Idee Stoel ontstond? Of is het zo dat de Ideeën van Trein, Vliegtuig, Computer etc. er altijd al waren, maar geduldig wachtten op hun ontdekking door ons?).
Voorts ontwikkelt Plato hier zijn diairesis, de 'methode van onderverdelingen': uitgaande van een deel van de werkelijkheid door middel van onderverdelingen komen tot definities. In de Sofist wordt hiermee getracht te komen tot een definitie van de Sofist. Maar een belangrijker onderwerp in deze dialoog is de problematiek van het 'niet-zijnde': als een sofist niet de waarheid vertelt, wat zegt hij dan? Hij zegt datgene wat niet (het geval) is. Met de conclusie dat dit mogelijk is neemt Plato afstand van de toen invloedrijke opvatting van Parmenides dat men niet kan denken wat niet is.
In de Staatsman wordt met behulp van de methode van onderverdelingen getracht te komen tot de definitie van de politicus. Deze dialoog bevat algemene methodologische beschouwingen, maar handelt deels ook over 'politiek' (staatsvormen), een onderwerp dat Plato in zijn grootste en laatste werk, de Wetten, uitgebreid behandelt. Ook hier lijkt een verdere tendens van minder 'idealisme' ten gunste van 'realisme', waar te nemen.
Daarnaast is er het natuurfilosofische werk, de Timaeus, waarin de activiteiten van een 'demiurg' beschreven worden, die bezig is ons universum te vormen, waarbij de wiskundige structuur die hieraan ten grondslag ligt duidelijk Pythagoreïsche trekken vertoont. Hier worden de Ideeën weer wel expliciet genoemd, als het voorbeeld waarnaar onze wereld gevormd is.

## Invloed
Bekend is Whiteheads uitspraak dat de Europese filosofie nog het best gekarakteriseerd kan worden als een aantal voetnoten bij het werk van Plato. Deze uitspraak hoeft niet letterlijk genomen te worden, maar geeft goed aan, dat wij ons niet kunnen voorstellen hoe het met de filosofie zou zijn verlopen, als Plato er niet was geweest. Zoals bij hem allerlei lijnen van eerdere denkers samenkomen, zo vertrekken vanuit zijn werk talloze lijnen, die, te beginnen met Aristoteles (die twintig jaar aan Plato's academie heeft verbleven), opgepakt en uitgewerkt zijn door vele anderen.

## Verwijzingssysteem
De gebruikelijke manier om naar een tekstpassage van Plato te verwijzen, Stephanuspaginering of Stephanusnummer genoemd, is met de titel van de dialoog en het paginanummer in de driedelige uitgave van 1578 van Henricus Stephanus (Henri Estienne), met de letters a t/m e of A t/m E voor vijfden van pagina's. De paginanummers beginnen per boekdeel met 1, maar door de vermelding van de titel van de dialoog is de verwijzing toch eenduidig zonder vermelding van het boekdeel. De letteraanduidingen zijn gemeenschappelijk voor de kolom met de Griekse tekst en de kolom met de Latijnse tekst in het genoemde werk, en de overgangen zijn gewoonlijk midden in een zin. De verwijzing is daardoor bij benadering.
In gepubliceerde vertalingen staan de nummers en letters soms in de kantlijn en soms binnen de regel.

## Galerij

Schilderijen
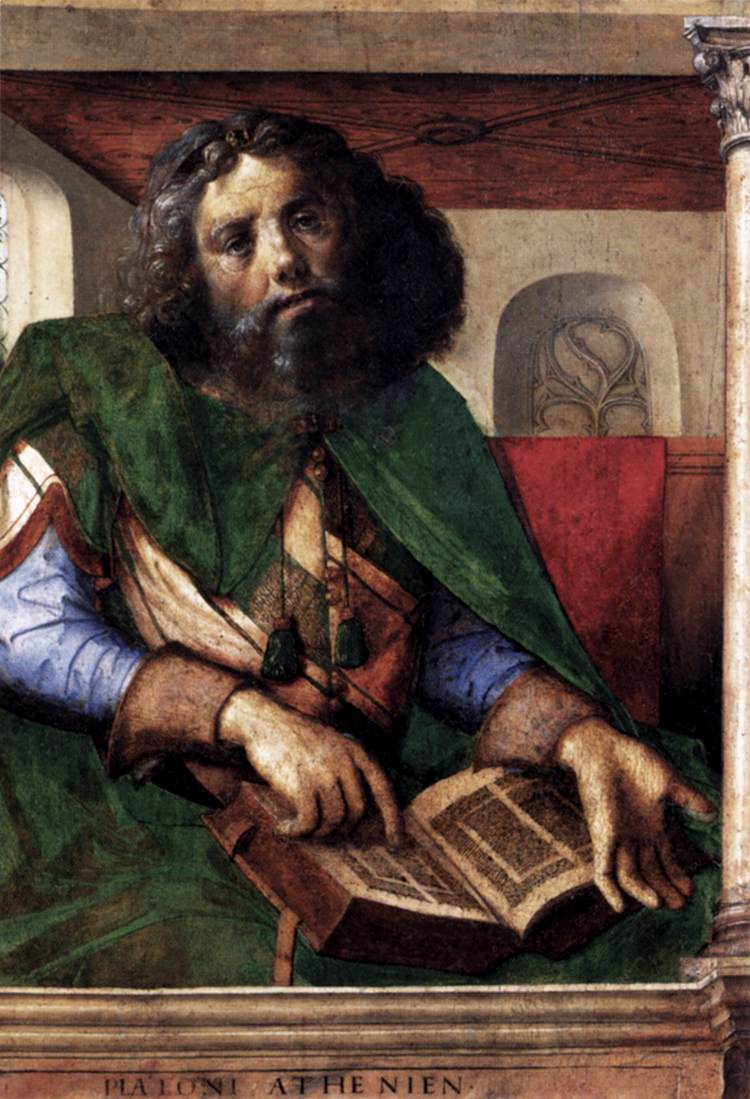
Platone van Pedro Berruguete (circa 1477)
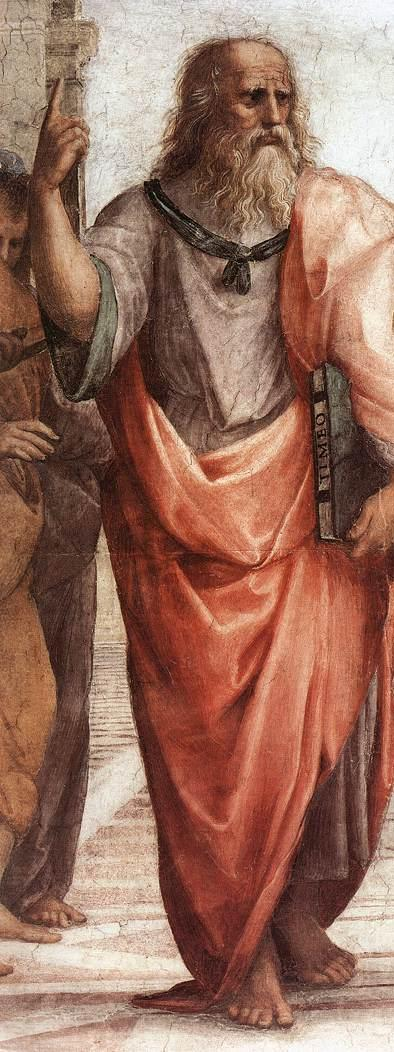
Detail uit de School van Athene van Rafaël Santi (1509)
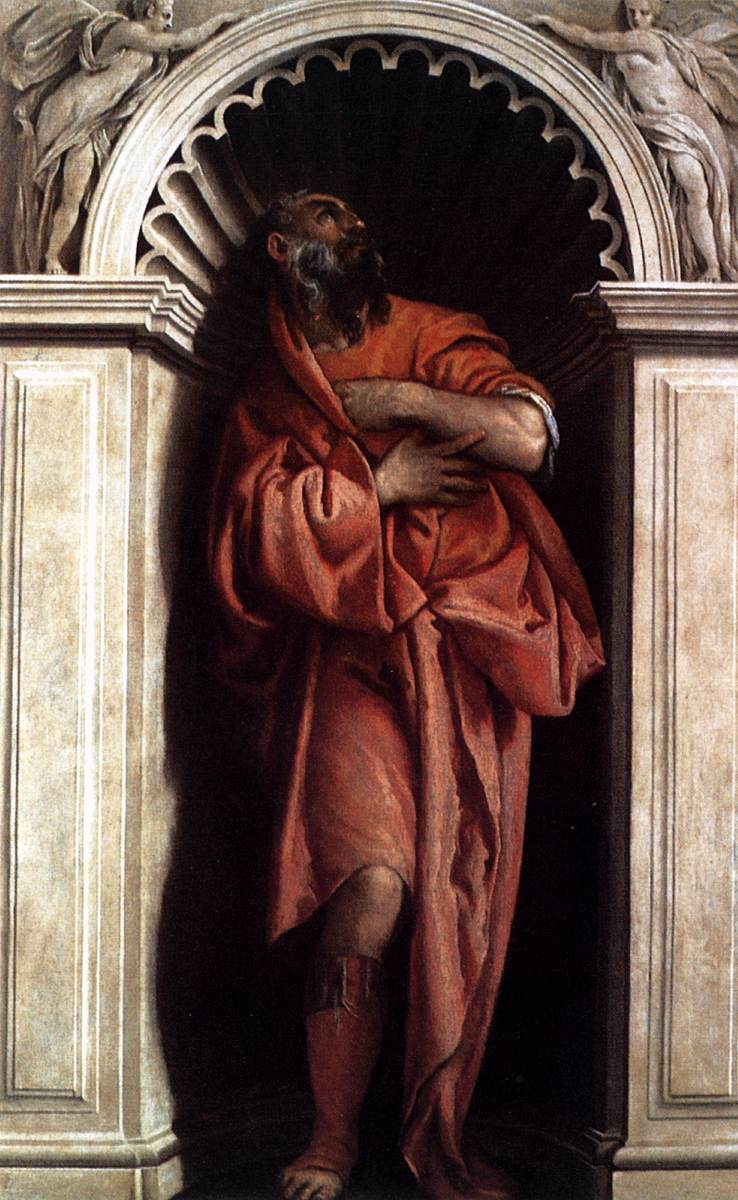
Detail uit het plafond van de Biblioteca Marciana door Paolo Veronese
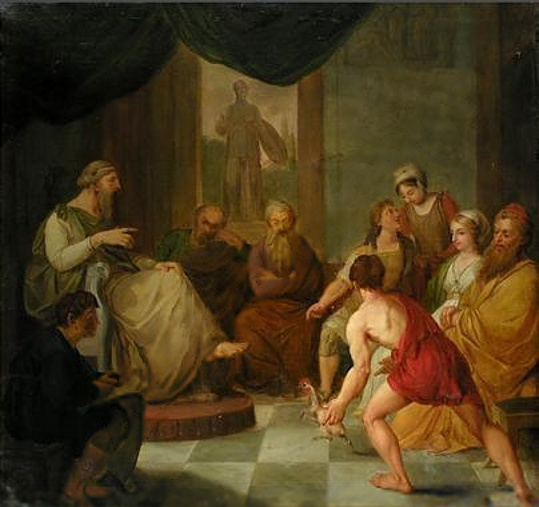
Diogenes brengt een geplukte haan naar Plato (19de eeuw)

## In Nederlandse vertaling
Het werk van Plato is drie keer integraal in het Nederlands vertaald. De meest nauwkeurige versie is nog steeds die van Xaveer de Win uit 1962-1965. Ze is gemoderniseerd in 1999 om de tekst vloeiender en minder Vlaams getint te maken. De School voor Filosofie heeft ook voor een bijna complete vertaling gezorgd, die vrij toegankelijk is op internet, maar ernstige gebreken vertoont. De zeventiendelige vertaling van Mario Molegraaf en Hans Warren (1994-2008) wordt beschouwd als prettig leesbaar maar soms onnauwkeurig. Daarnaast hebben M.A. Schwartz en Gerard Koolschijn substantiële delen uit Plato's oeuvre vertaald. De zeven door Schwartz vertaalde dialogen zijn in 2011 nog herdrukt. Koolschijn had vooral aandacht voor de literaire Plato en leverde bevlogen werk af, dat de vrijheid neemt kleine en soms grotere passages weg te laten.